# Koningkerk (Haarlem)
De Koningkerk is een kerk in de Noord-Hollandse stad Haarlem. De kerk is gelegen aan de Kloppersingel in de Patrimoniumbuurt in het stadsdeel Haarlem-Noord net buiten het centrum van de stad. De kerk behoorde tot de Gereformeerde Kerken in Nederland.

## Geschiedenis
De kerk is begonnen bij de oprichting van de gemeente in 1941. Zij zijn op verschillende locaties gevestigd geweest. Waaronder aan de Zuiderstraat, toen de kerk ook wel de Zuiderkapel heette, en aan de Gedempte Oude Gracht. Hierna werd een kerkgebouw aan de Kloppersingel aangekocht. Dit kerkgebouw werd in 1927 in gebruik genomen en was een ontwerp van architect Berend Tobia Boeyinga. Deze Gereformeerde kerk stond bekend als de Kloppersingelkerk.
Op 23 maart 2003 is dit kerkgebouw afgebrand. Bij deze fatale brand zijn drie brandweerlieden en een omstander om het leven gekomen. De brand had vermoedelijk een technische oorzaak, en is ontstaan onder de vloer van de kerkzaal. Er werd een onderzoek ingesteld naar het noodlottig ongeluk. Het rapport wees uit dat onder meer de brandweerlieden niet genoeg op de hoogte waren van de grote risico's toen de kerk al volledig in brand stond. Daarnaast had de brandweer het pand moeten opgeven en gecontroleerd laten uitbranden, want de kerk was op dat moment niet meer te redden. Er werden geen schuldigen aangewezen.
Ter vervanging van de kerk werd een nieuwe kerk samen met een huisartsenpraktijk gebouwd die werd geopend in januari 2007. Dit complex is een ontwerp van Alphaplan en architect John Bieze. In deze nieuwe kerk is een herdenkingsteken geplaatst met de namen van de omgekomen brandweerlieden.
In 2013, tien jaar na het ongeluk vond er een grote herdenking plaats. Nadien vind de herdenking plaats bij het Nationaal Brandweermonument in Arnhem.